# Houstonia longifolia
Хьюстония длиннолистная (лат. Houstonia longifolia) – многолетнее растение семейства Мареновые. Его можно найти на большей части востока США и Канады. Растение прорастает в каждом штате к востоку от реки Миссисипи, за исключением Делавер, а также Северной Дакоты, Миннесоты, Миссури, Арканзаса и Оклахомы, с малыми популяциями в Канзасе и Техасе. Кроме того, растение прорастает во всех канадских провинциях от Квебека до Альберты. Предпочитает горные леса на бедных, сухих, часто песчаных почвах.

## Описание
У растения вертикальные стебли высотой 20 сантиметров (8 дюймов), а иногда и выше, поднимающиеся из прикорневой розетки листьев. Стебли тонкие, ветвящиеся, с мелкими белыми цветками с 4 лепестками. Прикорневая розетка листьев увядает до распускания цветов, а супротивные листья появляются через определенные промежутки времени вдоль стеблей. Цветы цветут около месяца поздней весной и летом. Предпочитает полную или полутень, сухие условия.

## Разновидности
Признаны две разновидности:
- Хьюстония длиннолистная вар. longifolia – От Джорджии и Арканзаса на север до Канады.

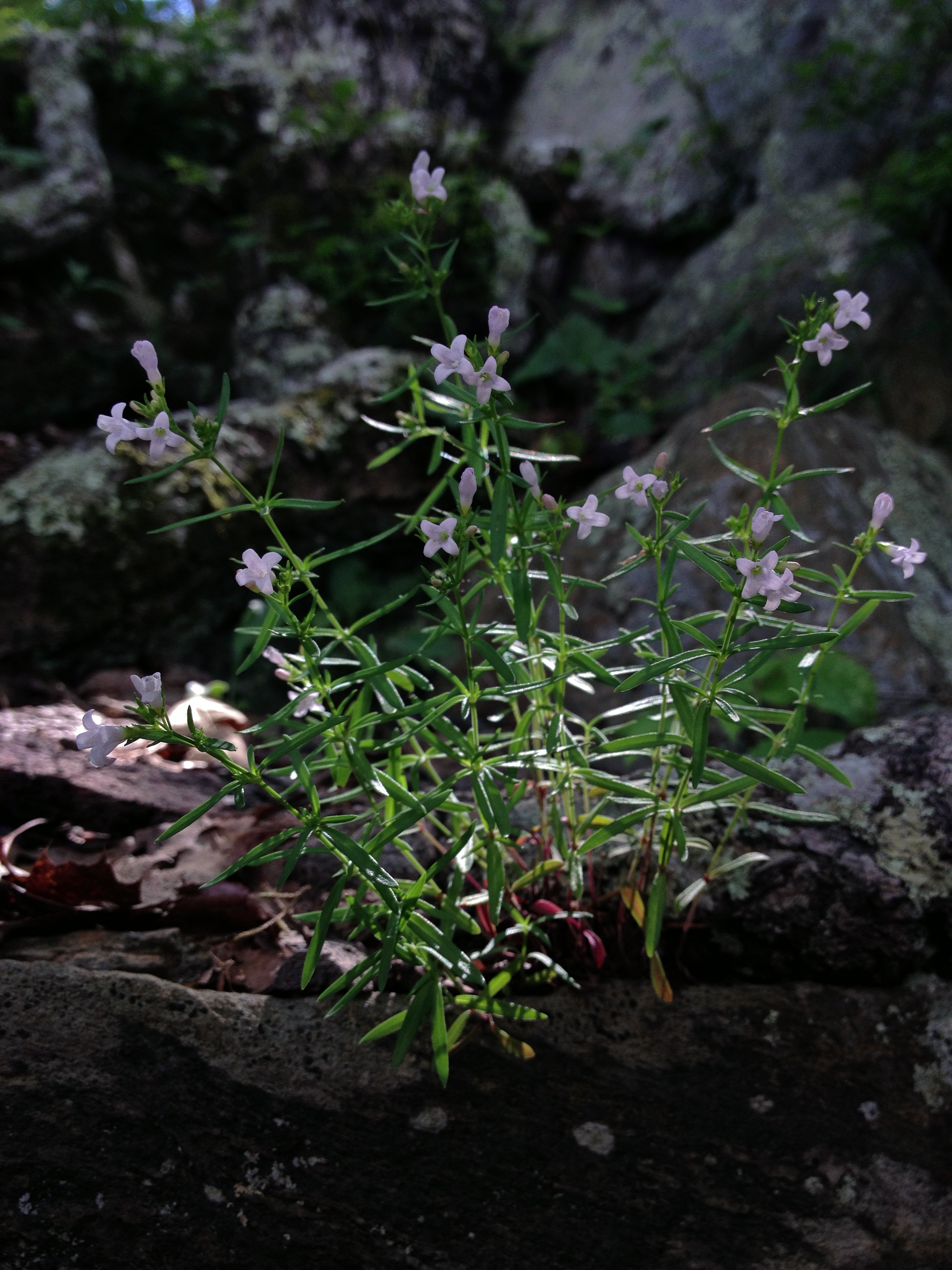

- Хьюстония длиннолистная вар. tenuifolia (Nutt.) Alph.Wood. – Флорида, Джорджия, Теннесси, Вирджиния.